# Niekierowany lotniczy pocisk rakietowy
Niekierowany lotniczy pocisk rakietowy – rodzaj pocisków rakietowych, używanych jako uzbrojenie samolotów i śmigłowców, przeznaczonych do niszczenia celów powierzchniowych (naziemnych i nawodnych), rzadziej powietrznych, za pomocą przenoszonego ładunku wybuchowego. Są one najprostszą odmianą lotniczych pocisków rakietowych, nie posiadającą systemu naprowadzania i lecącą po trajektorii, jaka została im nadana w chwili wystrzelenia.

## Charakterystyka

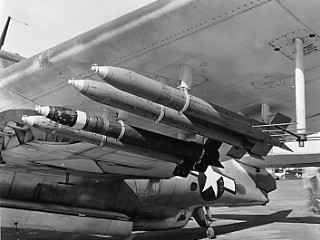
Amerykańskie pociski HVAR na wyrzutni zaczepowej pod skrzydłem TBF Avenger

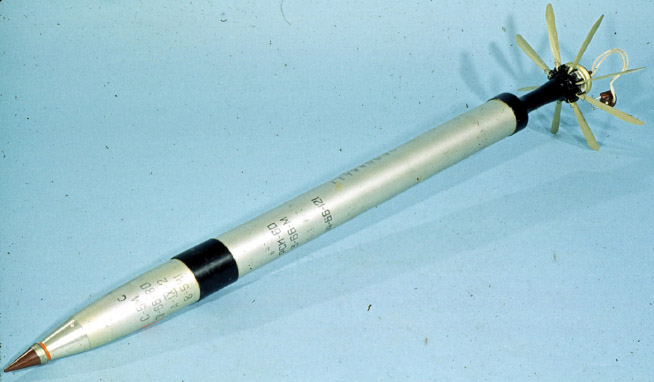
Radziecki pocisk S-5 kalibru 57 mm, z rozkładanymi statecznikami, wystrzeliwany z wyrzutni rurowych

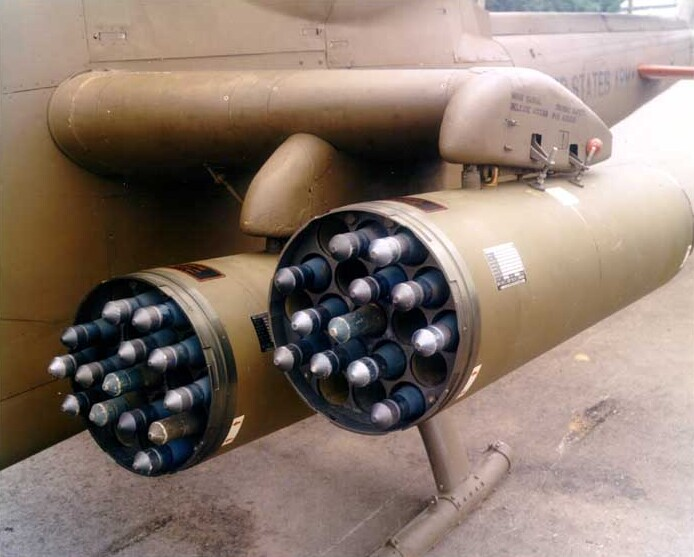
19-prowadnicowe wyrzutnie rurowe pocisków kalibru 70 mm Hydra na śmigłowcu Bell AH-1 Cobra

Niekierowane lotnicze pociski rakietowe składają się z reguły z dwóch zasadniczych części: głowicy bojowej z zapalnikiem oraz jednostopniowego silnika rakietowego na paliwo stałe. Stabilizowane są w locie za pomocą stateczników lub rzadziej przez szybki ruch obrotowy (czasami pociski ze statecznikami są dodatkowo stabilizowane wolnym ruchem obrotowym). Większość typów pocisków wystrzeliwanych z wyrzutni rurowych ma składane stateczniki. Masa niekierowanych pocisków lotniczych wynosi zwykle od kilkunastu do kilkudziesięciu kg, rzadziej kilkaset. Głowice pocisków mają masę od kilku do kilkudziesięciu kg materiału wybuchowego, ich masa powiązana jest zwykle proporcjonalnie z kalibrem pocisku. Najczęściej stosowane są głowice burzące lub odłamkowe, część pocisków ma głowice kumulacyjne do zwalczania celów opancerzonych, rzadziej stosowane są inne rodzaje głowic.

## Wyrzutnie
Do wystrzeliwania pocisków niekierowanych stosowane były przez długi czas (w okresie II wojny światowej i w latach 50.) wyrzutnie pod skrzydłami: szynowe (w postaci szyny), zaczepowe (w postaci par zaczepów) lub girlandowe (kilka pocisków jeden pod drugim), z których mogły być odpalane pociski ze stałymi statecznikami. Rzadziej stosowano wyrzutnie rurowe, pojedyncze lub łączone w wiązki. Od lat 50. do chwili obecnej stosowane są najpowszechniej sprzężone wyrzutnie rurowe w postaci podwieszanych zasobników, mieszczących od kilku do kilkudziesięciu prowadnic rurowych. Część samolotów z lat 50. i 60. XX w. miała w konstrukcji kadłuba lub skrzydeł integralne bloki po kilkanaście lub więcej wyrzutni rurowych pocisków niekierowanych, np. wysuwanych spod kadłuba. Pojedyncze wyrzutnie podskrzydłowe lub podkadłubowe stosowane były od tej pory rzadziej, głównie szynowe, dla pocisków większych kalibrów.  Na ogół wyrzutnie rakietowe montuje się na uniwersalnych zaczepach do podwieszania uzbrojenia, na których mogą być mocowane także np. wyrzutniki bombowe.

## Pociski powietrze-ziemia
Niekierowane lotnicze pociski rakietowe to przede wszystkim pociski klasy powietrze-ziemia (przeznaczone do atakowania celów lądowych lub nawodnych), stosowane powszechnie od lat II wojny światowej do chwili obecnej. Nazywane są też lotniczymi pociskami szturmowymi. Z uwagi na umiarkowaną celność, nadają się najlepiej do zwalczania celów o dużej powierzchni, np. kolumn wojsk; skuteczność przy zwalczaniu celów punktowych, np. czołgów, daje też odpalanie w salwach. Konstruowano pociski tego typu kalibru od 38 do 305 mm (Tiny Tim), jednak najpowszechniej stosowane są pociski kalibrów od 51 do 127 mm. Typowe kalibry to zwłaszcza 51 mm (2"), 57 mm, 68 mm, 70 mm (2,75"), 76 mm (3"), 80 mm, 114 mm (4,5"), 127 mm (5"). Jednymi z najbardziej rozpowszechnionych po wojnie przedstawicieli pocisków tej klasy są radzieckie S-5 kalibru 57 mm i amerykańskie Hydra 70 kalibru 70 mm. Pociski szturmowe są stosowane do chwili obecnej, aczkolwiek w dużej mierze zostały zastąpione przez pociski kierowane.

## Pociski powietrze-powietrze
Początkowo stosowano też niekierowane lotnicze pociski rakietowe klasy powietrze-powietrze, przeznaczone do zwalczania samolotów. Pojawiły się one już podczas I wojny światowej w postaci francuskich rakiet le Prieur, przeznaczonych głównie do zwalczania sterowców. Na niewielką skalę stosowano je podczas II wojny światowej (m.in. niemiecki R4/M) oraz do lat 60. XX wieku Niekierowane pociski powietrze-powietrze były jednak mało skutecznym rodzajem uzbrojenia z uwagi na małą celność i duży rozrzut; względną skuteczność zapewniało im jedynie masowe wystrzelenie salwą. Charakterystyki niekierowanych pocisków powietrze-powietrze są zbliżone do pocisków powietrze-ziemia, przy czym w licznych wypadkach były to te same pociski, różniące się głowicami lub zapalnikami (zbliżeniowymi zamiast uderzeniowych). Wyjątkiem co do wielkości i typu głowicy był amerykański pocisk Genie z głowicą atomową, przewidziany do niszczenia formacji samolotów. Pomimo sporego zainteresowania pociskami niekierowanymi jako bronią do zwalczania samolotów w latach 50. i 60., kiedy to stosowano na niektórych samolotach integralne wyrzutnie dla nich, zostały one szybko wyparte wskutek rozwoju skuteczniejszych pocisków kierowanych. Od lat 70. klasa niekierowanych pocisków rakietowych powietrze-powietrze zanikła.
Przykładowe lotnicze niekierowane pociski rakietowe:
- RS-82 – kal. 82 mm, ZSRR
- RS-132 – kal. 132 mm, ZSRR
- S-5 – kal. 57 mm, ZSRR
- S-8 – kal. 80 mm, ZSRR
- S-24 – kal. 240 mm, ZSRR
- Oerlikon-5 – kal. 52 mm, Szwajcaria
- Oerlikon-8 – kal. 80 mm, Szwajcaria
- SNEB – kal. 68 mm, Francja
- Hydra 70 – kal. 70 mm (2,75"), USA
- FFAR – kal. 70 mm, 89 mm lub 127 mm, USA
- HVAR Holy Moses – kal. 127 mm (5"), USA
- Zuni – kal. 127 mm (5"), USA
- Tiny Tim – kal. 305 mm, USA
- Genie – kal. 440 mm, USA